# Budda Siakjamuni

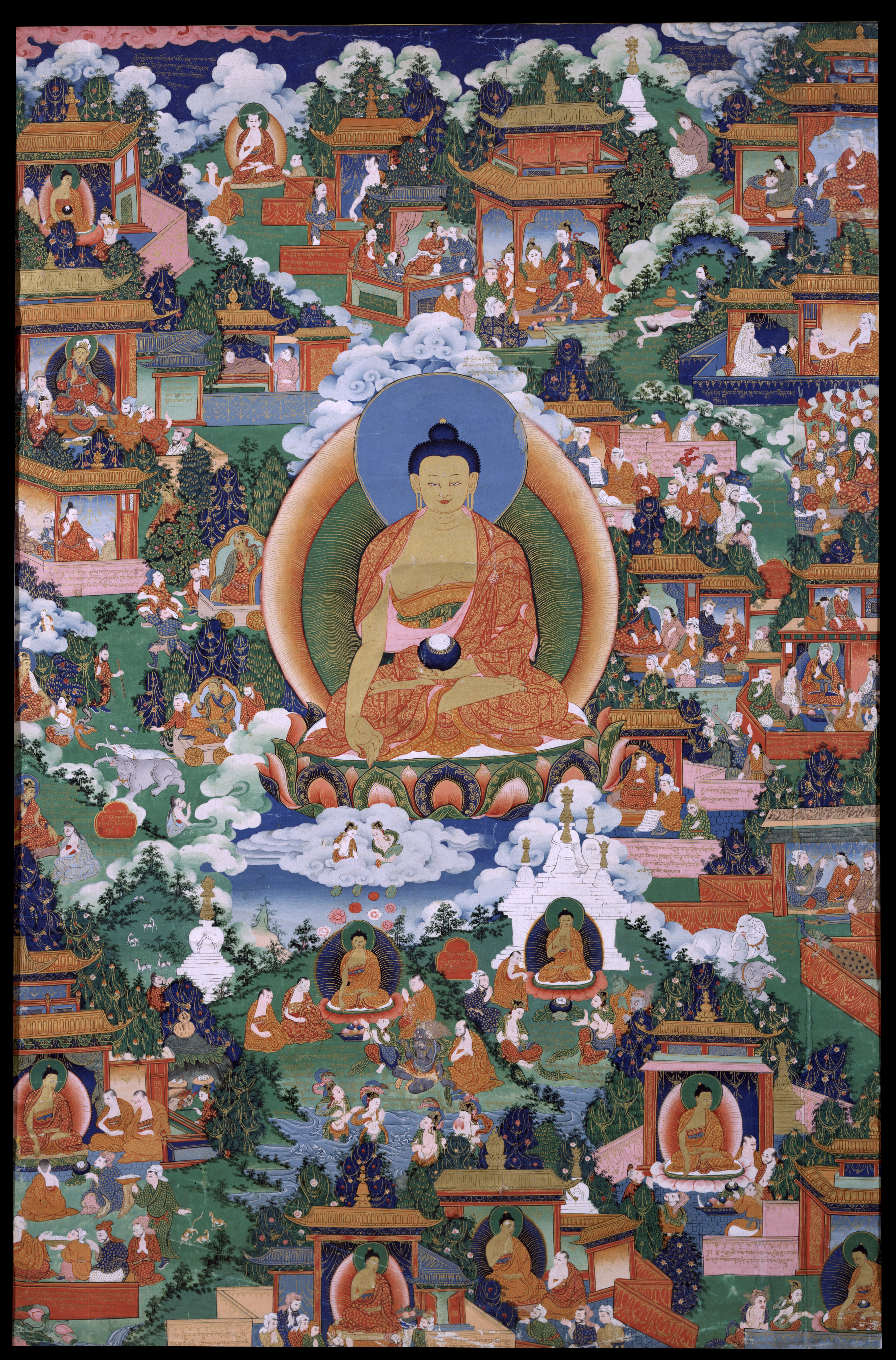
Ilustracja Buddy z XIX wieku

Budda Siakjamuni (prawdopodobnie 563–483 p.n.e.), właściwie Siddhartha Gautama z rodu Śakjów (sanskryt सिद्धार्थ गौतम) – indyjski książę, filozof i reformator religijny, twórca buddyzmu.

## Życie

### Narodziny i młodość Siddharthy
Zgodnie z przekazem sutr przyszły Budda jako bodhisattwa zstąpił z nieba Tuszita i narodził się na ziemi zgodnie ze swym ślubowaniem. Narodzinom jego towarzyszyły różne nadprzyrodzone znaki. Chłopiec przyszedł na świat nieoczekiwanie podczas podróży królowej w miejscowości Lumbini (dzisiejszy Nepal). Ojciec, król Suddhodana, pragnąc znać przyszłość jedynego potomka, wezwał do pałacu w Kapilavastu słynnego wówczas mędrca, Asitę.

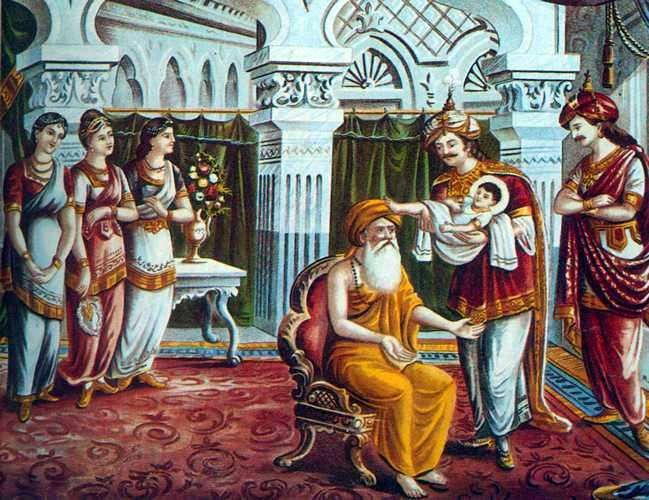
Król Suddhodana pokazuje niemowlę mędrcowi

Ujrzawszy niemowlę, mędrzec ów zareagował nieco dziwnie dla zebranych: najpierw ogromnie się ucieszył, a następnie zapłakał. Zapytany o to, czy dziecku nie grozi jakieś niebezpieczeństwo, odparł, że nie widzi żadnych niebezpieczeństw, przeciwnie – syn Suddhdhany będzie wiódł święte życie, a jego wpływy będą dalekosiężne. Jednak jemu samemu, niestety, nie będzie dane dożyć tych dni. Taka perspektywa nie mogła ucieszyć władcy, który w jedynym synu pragnął widzieć godnego następcę tronu, a nie świętego czy mędrca. Serce monarchy ogarnął zapewne niepokój tym większy, że spotęgowany niefortunnym zgonem jego ukochanej żony – Mai Devi – zaledwie siedem dni po urodzeniu syna. Chłopcem zaopiekowała się wtedy siostra zmarłej królowej, Māhapajāpatī Gotami. Król pragnął, by syn przejął po nim tron – stworzył mu więc sztuczny świat w obrębie pałacowych murów, otoczył luksusem i zabronił kontaktu ze światem zewnętrznym, gdzie mogły na niego czekać "pokusy" skłaniające do świętego życia.
Oto, jak Budda wspomina swoje beztroskie lata w pałacu ojca w rozmowie z mnichami, swymi uczniami:

Żyłem niezwykle wykwintnie, całkowicie wykwintnie. Mój ojciec miał nawet stawy lotosowe w naszym pałacu: jeden, gdzie kwitły czerwone lotosy, jeden, gdzie kwitły białe lotosy, i jeden, gdzie kwitły niebieskie lotosy – wszystko dla mego dobra. Drzewo sandałowe musiało być sprowadzane z Waranasi. Mój turban był z Waranasi, tak jak moja tunika, dolna część garderoby czy wierzchni płaszcz. Biały parasol okrywał mnie dzień i noc, aby chronić mnie przed zimnem, gorącem, kurzem, brudem czy rosą. Miałem trzy pałace: jeden na porę zimną, jeden na porę gorącą i jeden na porę deszczową. Podczas czterech miesięcy deszczowej pory byłem zabawiany w pałacu deszczowym w towarzystwie samych tylko kobiet. W tym czasie ni razu nie opuszczałem pałacu.

Siddhartha w wieku 16 lat poślubił księżniczkę Jasodharę, która pochodziła z tego samego miasta, i w wieku 29 lat miał z nią syna Rahulę.
Jednakże najlepsze nawet luksusy i największe atrakcje nie mogły zabić w młodym, zdrowym królewiczu chęci poznania świata. Toteż, mimo zakazu ojca, opuścił on potajemnie pałac w towarzystwie służącego. Widok, który zobaczył, miał na zawsze zmienić jego życie i wpłynąć na jego wybór życiowej drogi. Pewnego dnia podczas przejażdżki, ujrzał niedołężnego starca i dowiedział się, że starość jest przeznaczona wszystkim. Drugą rzeczą była choroba – ciężko chory człowiek pokryty wrzodami, trzecią zaś śmierć – zwłoki niesione wśród lamentu żałobników. Czwarta – asceza – niosła ze sobą nadzieję i pocieszenie. Siddhartha ujrzał wędrownego pobożnego żebraka, mędrca, ubranego w prostą szatę. Mędrzec ten, w przeciwieństwie do ludzi chorych, starych i umierających, sprawiał wrażenie szczęśliwego. Jego widok sprawił, że Siddhartha zrozumiał swe przeznaczenie i postanowił uciec z pałacu, by szukać drogi wyzwolenia z cierpienia.
Sam Budda tak komentuje swoje decyzje:

Taka myśl przyszła do mnie: Życie rodzinne jest tłoczną, zakurzoną drogą. Odchodząc, stajesz się wolnym. Nie jest wcale łatwe życie w domu w porównaniu ze świętym życiem, które jest całkowicie doskonałe, całkowicie czyste jak wypolerowana powłoka. Co jeśli ogoliłbym włosy i brodę, założył szaty z ochry i zostawił dom dla bezdomności?

### Opuszczenie pałacu i poszukiwanie prawdy
Pewnej nocy kazał osiodłać swojego konia i odjechał w towarzystwie oddanego sługi. Tradycja buddyjska określa ów moment mianem Wielkiego Odejścia. Jego wygląd jako dostojnego, zadbanego młodzieńca musiał bardzo kontrastować z przywdzianymi żebraczymi szatami do tego stopnia, że wieści o niezwykłym wędrowcu dotarły do króla Bimbisary – władcy sąsiedniego królestwa, który osobiście zapytał go o to. Wtedy Siddharta zdradził swe pochodzenie i oznajmił, że wiedzie takie życie z wyboru. Wkrótce wieści o tym dotarły do pałacu ojca i był to dla niego dodatkowy cios, że jego syn wiedzie życie żebracze.
Poszukiwania zajęły Siddharcie 6 lat. Jako poszukiwacz prawdy spotkał się z najlepszymi wówczas mędrcami, Alarą Kalamą i Uddaką Ramaputtą. W krótkim czasie przewyższył obu, ale wciąż nie był zadowolony z uzyskanej od nich wiedzy. Następnie dołączył do grupy pięciu ascetów, którzy oddawali się surowym praktykom. Jako najgorliwszy w umartwianiu się został ich przywódcą. Kiedy jednak pewnego dnia zauważył, że z głodu nie jest w stanie się dobrze koncentrować, stwierdził, że i ta droga do niczego, poza śmiercią, go nie doprowadzi. Porzucił umartwienia jako bezwartościowe; wykąpał się i po raz pierwszy od wielu dni pożywił się ryżem, chlebem i kwaśnym mlekiem, które w czarce przyniosła mu wieśniaczka Sudżata.

### Oświecenie
Po posiłku – najlepszym, jaki jadł od czasu opuszczenia pałacu – nabrał siły, aby kontynuować swoje postanowienie. Idąc, spotkał człowieka koszącego trawę i otrzymał od niego jej wiązkę, po czym znalazł spokojne miejsce do medytacji. Siddhartha usiadł pod drzewem Bodhi, w miejscu obecnie zwanym Bodh Gaja i stwierdził, że będzie tam siedział tak długo, aż nie rozwiąże zagadki cierpienia. Medytował przez 49 dni, przechodząc przez coraz głębsze fazy medytacyjnego wchłonięcia samadhi i wglądu dhjana, w czasie których ukazywał się mu demon Mara jako uosobienie niewiedzy i rozmaitych przeszkód na drodze do oświecenia.
Siddhartha Gautama osiągnął wszechwiedzę: poznał wszystkie swoje wcielenia, poznał tajemnicę cierpienia (dukkha), zrozumiał, że świat jest pełen cierpienia i dowiedział się, co ma uczynić człowiek, aby nad cierpieniem zatriumfować (Cztery Szlachetne Prawdy).
Osiągnął stan pełnego oświecenia. Było to anuttara samjak sambodhi – najwyższe pełne samooświecenie, wyzwolenie od cierpienia i zrozumienie jego przyczyn. Od tego momentu zwano go Buddą – przebudzonym.

Kiedy więc umysł był skoncentrowany, oczyszczony, jasny, nieskalany, pozbawiony splamień, giętki, plastyczny, stabilny i osiągnął niewzruszoność, nakierowałem go na wiedzę przypominania sobie swych przeszłych żywotów. Wspominałem rozmaite przeszłe życia: jedno życie, dwa (...) setki tysięcy, wiele eonów kosmicznego skurczu i kosmicznej ekspansji (...)
Skierowałem go na wiedzę dotyczącą przemijania i ponownego pojawiania się istot. Ujrzałem – dzięki boskiemu oku, oczyszczonemu i przewyższającemu ludzkie – jak istoty przemijają i ponownie wracają i dostrzegałem, w jaki sposób były lepsze czy gorsze, piękne lub brzydkie, szczęśliwe lub nieszczęśliwe zgodnie ze swoją karmą (...).
Niewiedza została zniszczona; pojawiła się wiedza; ciemność została rozproszona; pojawiło się światło – tak to się dzieje z kimś, kto jest uważny, żarliwy i zdecydowany. Ale przyjemne doznania, które w ten sposób powstały, nie rozpraszały mego umysłu ani nie pozostawały.
Skierowałem uwagę na przeszkody umysłu. Dostrzegłem, w jaki sposób powstają: To jest cierpienie... to jest przyczyna cierpienia... to jest ustanie cierpienia... to jest droga prowadząca do ustania cierpienia (...)

Przez kolejne tygodnie Budda pozostawał w medytacji, podczas których doświadczał różnych wizji niebiańskich istot, zastanawiał się, czy powinien głosić światu swą mądrość, ale wtedy zstąpił do niego Brahma i rozwiał jego wątpliwości.

### Nauczanie Dharmy
Po tym, jak dostrzegli go przypadkowi przechodnie, bramin i kupcy, Budda zastanawiał się, kogo najlepiej byłoby nauczać w pierwszej kolejności. Dostrzegł w swym wglądzie, że jego nauczyciele w tym czasie już zmarli, więc postanowił powrócić do pięciu ascetów, których opuścił porzucając surowe praktyki. Odszedł więc od drzewa i udał się do Jeleniego Parku, gdzie spotkał swoich pięciu dawnych towarzyszy – ascetów. Wygłosił do nich swoje pierwsze legendarne kazanie Cztery Szlachetne Prawdy i tym samym puścił w ruch Koło Prawa. Następnie, w swym oświeconym wglądzie, dostrzegł on, iż w owym czasie na terenie królestwa Magadha, w którym się znajdował, najpotężniejszymi nauczycielami duchowymi byli trzej bracia Kasjapa z Uruwilwy, wyznawcy świętego ognia. Każdy z nich miał odpowiednio – 500, 300 i 200 uczniów. Udał się do nich, by nauczać ich Dharmy. Dokonał wtedy wielu cudów, zadziwiając braci swą mocą i zjednując ich jako swych uczniów. Wszyscy uczniowie braci również poszli za swymi nauczycielami, którym bezgranicznie ufali. W ten sposób Budda w krótkim czasie zyskał rzeszę uczniów. Wszyscy oni udali się następnie do króla Bimbisary. Widząc wielkie zgromadzenie mnichów, wśród których byli znani bracia Kasjapowie, mieszkańcy nie mogli wyjść z podziwu, co takiego się stało. Widząc to, najstarszy z nich wygłosił przemówienie do tłumów i wyjaśnił, dlaczego z radością chcą podążać za Buddą. Przysporzyło to Buddzie kolejnych zwolenników, w tym i samego króla Magadhy.
Po 5 miesiącach od osiągnięcia Oświecenia postanowił powrócić w swe rodzinne strony do Kapilavastu. Z olbrzymią świtą tysiąca mnichów pokonywał on dziennie kilka kilometrów toteż jego sława znacznie wyprzedziła go i rodzina mogła przygotować się na spotkanie. Zorganizowano gorące powitanie w pobliskim parku. Jedynie żona Jasodhara nie wyszła naprzeciw Buddzie, twierdząc, że jeśli nadal coś do niej czuje, sam pojawi się w pałacu. I tak też Budda uczynił w towarzystwie najbliższych mnichów. Spędził on wtedy tydzień z rodziną, nauczając ich Dharmy. Wkrótce żona Jasodhara, syn Rahula, a także ciotka Mahapradżapati dołączyły do Sanghi.
Odtąd sława Buddy nieustannie rosła i zastępy mnichów i świeckich zwolenników powiększały się również w sąsiednich królestwach. Wędrował po północnych Indiach, nauczając zasad swojej religii przez kolejnych 45 lat. Nauki swe zawsze dostosowywał do zdolności i zainteresowań swoich słuchaczy.
Według szkół buddyzmu Wielkiej Drogi (mahajana) Budda Siakjamuni obrócił Kołem Dharmy, trzykrotnie udzielając w ten sposób trzech poziomów różnych nauk. Trzy cykle obejmują całość buddyjskich nauk przekazywanych we wszystkich istniejących obecnie szkołach buddyzmu.

Nauki o Czterech Szlachetnych Prawdach wygłosił Budda po raz pierwszy w Sarnath, 7 tygodni po osiągnięciu Oświecenia. Był to początek pierwszego cyklu Nauk. Budda nauczał prawdy o cierpieniu, prawdy o przyczynie cierpienia, prawdy o ustaniu cierpienia, prawdy o drodze wiodącej do ustania cierpienia.(…) Budda Siakjamuni zaczął przekazywać Nauki tzw. drugiego cyklu 16 lat po osiągnięciu Oświecenia. Cykl ten zawiera pouczenia o „braku cech” – o Pustce wszelkich zjawisk. Nie chodzi tu o negację ich bytu, lecz o wyjaśnienie rzeczywistej Natury zjawisk.( …) wszystkie rzeczy istnieją współzależnie.(…) 27 lat po osiągnięciu Oświecenia, w miejscu zwanym Szrawasti, rozpoczął Budda przekaz tzw. trzeciego cyklu Nauk. Treścią tych Nauk jest Natura Buddy przenikająca wszystkie istoty – Przejrzyste Światło Natury Umysłu. Pouczenia te dotyczą owych właściwości, obecnych już teraz w Naturze Buddy, a rozkwitających w chwili osiągnięcia Stanu Buddy.

Jego uczniami zostawali nie tylko mnisi, ale też ludzie świeccy wszystkich stanów, także bramini, królowie. Potrafił nawracać kurtyzany, a nawet morderców, dokonując przy tym licznych cudów. Bynajmniej nie wszystkim była na rękę taka ogromna popularność Buddy. Nie wszyscy też zostawali jego uczniami, a niektórzy wręcz mu zazdrościli wpływów, próbując go nawet powstrzymać. Taką osobą okazał się jego kuzyn Devadatta, który najpierw był jego uczniem, lecz potem w swoim zaślepieniu ogłosił się większym mędrcem i za wszelką cenę chciał do siebie przyciągnąć zwolenników Buddy. Udawało mu się to początkowo wśród nowicjuszy, których skusił bardziej surowymi regułami niż w zgromadzeniu Buddy i rozgłaszaniem, że w porównaniu z nim mnisi Buddy sobie pobłażają. Jednakże to mu nie wystarczyło i zapragnął zabić Buddę, którego sławy w żaden sposób nie udało mu się osłabić. Wśród jego obmyślonych sposobów zgładzenia Buddy były nasłanie na niego łuczników, napuszczenie wściekłego słonia, jak również zepchnięcie głazu na ścieżkę, którą przechodził. Żaden z tych sposobów nie okazał się skuteczny, toteż jego frustracja narastała. Czarę goryczy przelało wydarzenie, które zapowiadało się całkiem dobrze. Spostrzegł on nagle w swych szeregach najwierniejszych uczniów Buddy i to go utwierdziło w przekonaniu, że jest niezrównany. Jednakże uczniowie ci mieli zadanie powierzone przez Buddę, aby sprowadzić z powrotem zbałamuconych przez Dewadattę mnichów. Kiedy ten spostrzegł, co się wydarzyło, dostał takiego ataku wściekłości, że po tym ciosie już się nie podniósł. Podupadł na zdrowiu i w krótkim czasie zmarł.

## Koniec życia i parinirwana

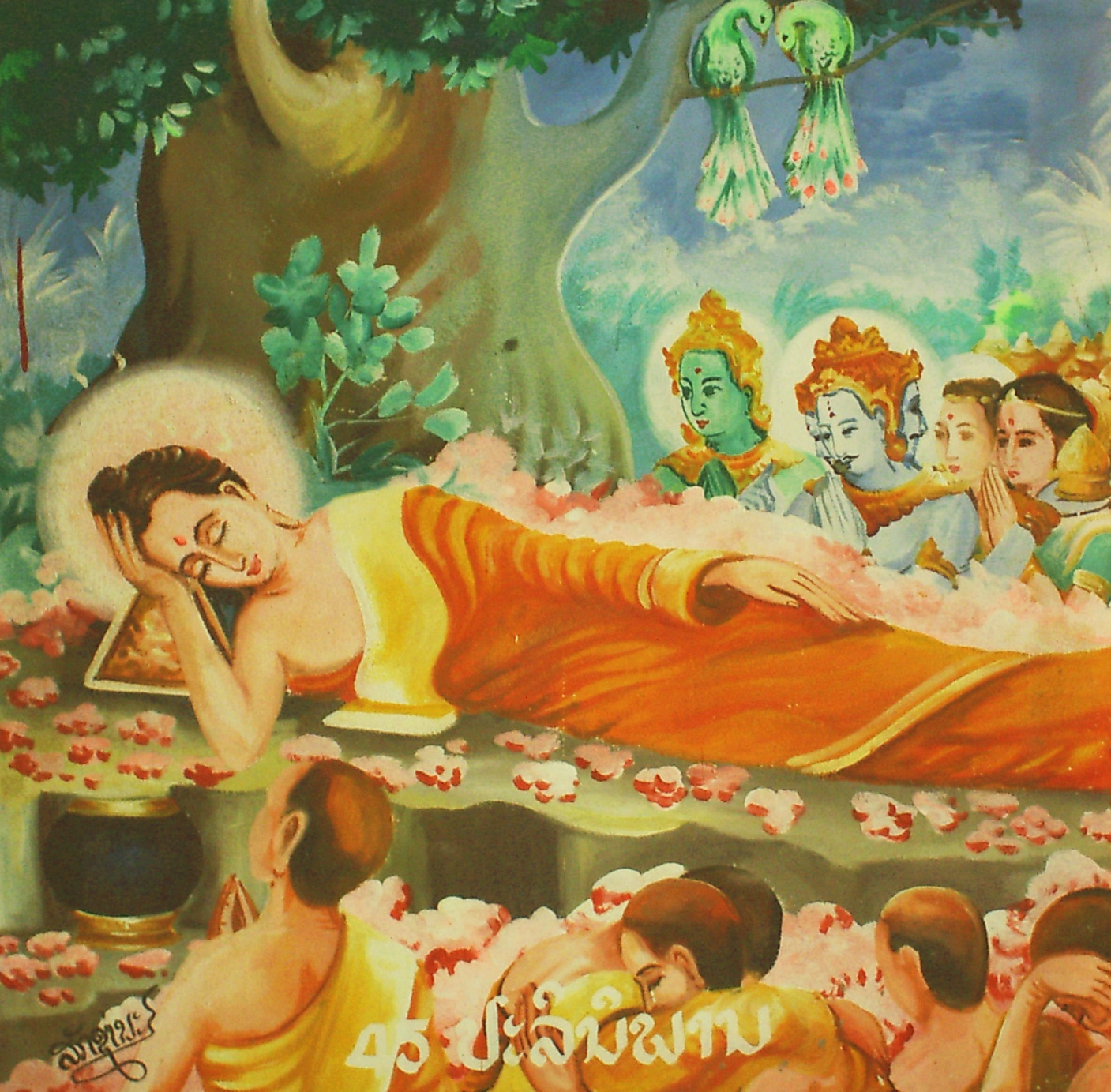
parinirwana Buddy

W 80. roku życia Budda zapowiedział, że czas jego misji się kończy, a tym samym i jego życie. Wprawił tym stwierdzeniem w smutek swego najwierniejszego ucznia Ānandę, który błagał go, aby tego nie czynił. Przypomniał, że Budda przecież powiadał, że gdyby zechciał, mógłby żyć do końca świata. Wtedy Budda odparł, że mówiąc tak, wielokrotnie czynił aluzje i wtedy był odpowiedni czas na takie prośby, jednak nikt go wtedy o to nie poprosił. Dodał, że czas na podobne prośby się skończył, bo swej decyzji już nie odwoła. Postanowił, że uda się do miasta Kusinagar (Kusinara) by tam wejść w parinirwanę – stan poza życiem i śmiercią. Przedtem wygłosił swoje nauki, udzielił instrukcji, co należy czynić po jego odejściu i jak zebrać jego nauki. Ostatnimi słowami, jakie wypowiedział były:

Wszystkie uwarunkowane zjawiska mają nietrwałą naturę – niestrudzenie praktykujcie dalej.